# Esperanza Clasenti
Esperanza Clasenti (L'Havana, 4 de febrer de 1882 - Milà, 1935) fou una soprano cubana.
Sent molt jove, es va establir a Madrid, on amb només catorze anys es va graduar al Conservatori, especialitzant-se en piano. A més, va rebre formació en cant amb Antonio Ponsini. Posteriorment, es va traslladar a Milà per perfeccionar-se sota la tutela de Melchiorre Vidal. El seu debut escènic va tenir lloc al teatre Sociale de Suzzara, interpretant el paper de Desdemona a Otello. Va cantar diverses temporades al Gran Teatre del Liceu de Barcelona amb el nom de Speranza Clasenti.
Després de retirar-se dels escenaris, es va establir a Milà, on es va dedicar a l'ensenyament del cant i va oferir recitals esporàdics. Va passar els seus darrers anys a la Casa di Riposo Giuseppe Verdi de Milà, on va morir.